# Juliana Knust
Juliana Knust Sampaio (Niterói, 29 de mayo de 1981) es una modelo y actriz brasileña.

## Filmografía

### Televisión
| Año  | Título                 | Personaje                               |                                 |
| ---- | ---------------------- | --------------------------------------- | ------------------------------- |
| 1997 | Malhação               | Laura                                   |                                 |
| 2000 | Esplendor              | Helena Bernardes                        |                                 |
| 2002 | Deseos de mujer        | Andréia (joven)                         |                                 |
| 2003 | Celebridad             | Sandra Mello Diniz Moutinho             |                                 |
| 2005 | América                | Inesita                                 |                                 |
| 2006 | Cobras & Lagartos      | Henriqueta (joven)                      |                                 |
| 2007 | Dos caras              | Débora Vieira Melgaço                   |                                 |
| 2011 | Macho Man              | Cameo cliente                           |                                 |
| 2011 | Fina estampa           | Zuleika                                 |                                 |
| 2013 | Lado a lado            | Fátima                                  |                                 |
| 2013 | Uma Rua Sem Vergonha   | Marlene                                 |                                 |
| 2015 | Malhação               | Maria Beatriz Pereira Andrade (Bia)     | Temporada 23                    |
| 2017 | Belaventura            | Rainha Vitoriana Montebelo e Luxemburgo | Episódio: "25 de julho de 2017" |
| 2017 | Apocalipsis            | Zoe Santero                             |                                 |
| 2019 | Jezabel                | Queila                                  |                                 |
| 2021 | Ameaça Invisível       | Renata Aleixo                           |                                 |
| 2022 | Todas las chicas en mí | Giane Nogueira                          |                                 |
| 2024 | Reyes                  | Maaca                                   | La División                     |

### Cinematografía
| Año  | Título                             | Personaje |
| ---- | ---------------------------------- | --------- |
| 2004 | Xuxa e o Tesouro da Cidade Perdida | Jéssica   |
| 2006 | Achados e Perdidos                 | Flor      |
| 2009 | Intruso                            | Sabrina   |

### Teatro
| Año  | Título                                    | Papel           |
| ---- | ----------------------------------------- | --------------- |
| 2007 | Alarme Falso                              |                 |
| 2009 | A República em Laguna                     | Anita Garibaldi |
| 2009 | Vergonha dos Pés                          | Fernanda Young  |
| 2013 | Pequeno Dicionário Amoroso                | Luíza           |
| 2017 | Por Isso Fui Embora                       | Pérola          |
| 2020 | La Pasión de Cristo en la Nueva Jerusalén | María Magdalena |